# 그린 돌핀 스트리트
그린 돌핀 스트리트(Green Dolphin Street)는 미국에서 제작된 빅터 사빌 감독의 1947년 영화이다. 라나 터너 등이 주연으로 출연하였고 캐리 윌슨 등이 제작에 참여하였다. 대한민국에 《파도》라는 이름으로 개봉했다.

## 출연

### 주연
- 라나 터너
- 밴 헤플린
- 도나 리드

### 조연
- 리처드 하트
- 프랭크 모건
- 에드먼드 그웬
- 데임 메이 위티
- 레지날드 오웬
- 글래디스 쿠퍼
- 모이나 맥길
- 린다 크리스티안
- 베니 고지어
- 패트릭 아른
- 알 키쿠메
- 지지 페로
- 더글러스 월턴
- 럼스덴 헤어
- 윌리엄 포셋
- 페드로 드 코르도바
- 레아 밋첼
- 램지 에이미스
- 프란코 코사로

## 제작진
- 미술: 말콤 브라운
- 미술: 세드릭 기븐스
- 특수효과: A. 아놀드 질레스피
- 의상: 월터 플렁킷
- 의상: 발레스